# العلاقات الجزائرية السلوفينية
العلاقات الجزائرية السلوفينية هي العلاقات الثنائية التي تجمع بين الجزائر وسلوفينيا.

## مقارنة بين البلدين
هذه مقارنة عامة ومرجعية للدولتين:
| وجه المقارنة                                              | الجزائر                      | سلوفينيا                                                      |
| --------------------------------------------------------- | ---------------------------- | ------------------------------------------------------------- |
| المساحة (كم2)                                             | 2.38 مليون                   | 20.27 ألف                                                     |
| عدد السكان (نسمة)                                         | 38.81 مليون                  | 2.07 مليون                                                    |
| الكثافة السكانية (ن./كم²)                                 | 16.31                        | 102.12                                                        |
| العاصمة                                                   | الجزائر                      | ليوبليانا                                                     |
| اللغة الرسمية                                             | اللغة العربية، لغات أمازيغية | اللغة السلوفينية، اللغة الإيطالية، لغة مجرية                  |
| العملة                                                    | دينار جزائري                 | يورو، تولار سلوفيني                                           |
| الناتج المحلي الإجمالي (بليون دولار)                      | 170.37 مليار                 | 48.77 مليار                                                   |
| الناتج المحلي الإجمالي (تعادل القوة الشرائية) بليون دولار | 582.63 مليار                 | 66.01 مليار                                                   |
| الناتج المحلي الإجمالي الاسمي للفرد دولار أمريكي          | 4.21 ألف                     | 20.73 ألف                                                     |
| الناتج المحلي الإجمالي للفرد دولار أمريكي                 | 14.19 ألف                    | 30.40 ألف                                                     |
| مؤشر التنمية البشرية                                      | 0.745                        | 0.880                                                         |
| رمز المكالمات الدولي                                      | +213                         | +386                                                          |
| رمز الإنترنت                                              | .dz                          | .si                                                           |
| المنطقة الزمنية                                           | ت ع م+01:00                  | توقيت وسط أوروبا، ت ع م+01:00، ت ع م+02:00، أوروبا/ليوبليانا ‏ |

## منظمات دولية مشتركة
يشترك البلدان في عضوية مجموعة من المنظمات الدولية، منها:
| علم المنظمة | اسم المنظمة                               | تاريخ انضمام الجزائر | تاريخ انضمام سلوفينيا |
| ----------- | ----------------------------------------- | -------------------- | --------------------- |
|             | مؤسسة التنمية الدولية                     | 26 سبتمبر 1963       | 25 فبراير 1993        |
|             | يونسكو                                    | 15 أكتوبر 1962       | 27 مايو 1992          |
|             | وكالة ضمان الاستثمار متعدد الأطراف        | 4 يونيو 1996         | 19 مارس 1993          |
|             | الأمم المتحدة                             | 8 أكتوبر 1962        | 22 مايو 1992          |
|             | الفريق المعني برصد الأرض                  | 2005                 | ?                     |
|             | الاتحاد البريدي العالمي                   | ?                    | ?                     |
|             | البنك الدولي للإنشاء والتعمير             | 26 سبتمبر 1963       | 25 فبراير 1993        |
|             | المنظمة الهيدروغرافية الدولية             | ?                    | ?                     |
|             | الاتحاد الدولي للاتصالات                  | 3 مايو 1963          | 16 يونيو 1992         |
|             | منظمة حظر الأسلحة الكيميائية              | ?                    | ?                     |
|             | مؤسسة التمويل الدولية                     | 23 سبتمبر 1990       | 25 فبراير 1993        |
|             | المركز الدولي لتسوية المنازعات الاستشارية | 22 مارس 1996         | 6 أبريل 1994          |
|             | منظمة التجارة العالمية                    | ?                    | ?                     |
|             | منظمة الشرطة الجنائية الدولية             | ?                    | ?                     |

## وصلات خارجية
- موقع وزارة الخارجية الجزائرية
- موقع وزارة الخارجية السلوفينية